# Ancistrus heterorhynchus
Ancistrus heterorhynchus es una especie de peces de la familia Loricariidae.

## Morfología
Los machos pueden llegar alcanzar los 6,3 cm de longitud total.

## Hábitat
Es un pez de agua dulce.

## Distribución geográfica
Se encuentra en la cuenca del río Inambari, en Perú.